# Ley de Títulos y Tratamientos Reales
En los reinos de la Commonwealth, una Ley de Títulos y Tratamientos Reales o Ley de Títulos Reales es una Ley del Parlamento aprobada por la jurisdicción pertinente que define el título formal del soberano en tal jurisdicción. La más significativa de estas leyes es la Ley de Títulos Reales y Parlamentarios de 1927 del Reino Unido, en la que se reconoció la creación del Estado Libre Irlandés, un variación que requirió un cambio en el título del rey Jorge V del Reino Unido
En diciembre de 1952, los gobiernos de los reinos de la Commonwealth acordaron que cada reino adoptaría sus propios títulos reales.

## Antigua y Barbuda
La Ley de Títulos Reales de 1981 del Parlamento de Antigua y Barbuda obtuvo el consentimiento del Parlamento a la adopción de un título separado por parte de la monarca en relación con Antigua y Barbuda. Según la Proclamación del Gobernador General del 11 de febrero de 1982, el título oficial de la monarca pasó a ser: "Isabel II, por la Gracia de Dios, Reina de Antigua y Barbuda y de Sus otros Rinos y Territorios, Jefa de la Commonwealth".

## Australia
En Australia, el título del monarca fue desde 1973: "Isabel II, por la Gracia de Dios, Reina de Australia y Sus otros Reinos y Territorios, Jefa de la Commonwealth". Sin embargo, por lo general, a la soberana se la llamaba Reina de Australia y se le trataba como tal cuando está en Australia o desempeña funciones en nombre de Australia en el extranjero. La soberana era el único miembro de la Familia Real que tenía un título establecido a través de la ley australiana; a otros miembros se les otorgaba un título a través de cartas de patente en el Reino Unido.

## Canadá
El parlamento canadiense aprobó en 1947 la Ley de Títulos y Tratamiento Real y el 22 de junio del año siguiente se emitió una Orden en el Consejo para eliminar el término Emperador de la India del título canadiense del soberano. En 1953, el parlamento canadiense aprobó la Ley de Títulos y Tratamiento Real, dando su consentimiento para la emisión de una proclamación real que cambiara el tratamiento y los títulos reales. Posteriormente, el 28 de mayo se emitió la proclamación real pertinente declarando que los tratamientos oficiales en Canadá son, Isabel II, por la Gracia de Dios Reina del Reino Unido, Canadá y Sus other Reinos y Territorios, Jefa de la Commonwealth, Defensora de la Fe que originalmente en inglés es: Elizabeth the Second, by the Grace of God of the United Kingdom, Canada and Her other Realms and Territories Queen, Head of the Commonwealth, Defender of the Faith; y, en francés: Elizabeth Deux, par la grâce de Dieu Reine du Royaume-Uni, du Canada et de ses autres royaumes et territoires, Chef du Commonwealth, Défenseur de la Foi .

## Ceilán
La Ley de Títulos Reales de 1953 del Parlamento de Ceilán otorgó al monarca de Ceilán un título separado para usar en Ceilán. Según el acta, el título y el tratamiento del monarca de Ceilán era: "Isabel Segunda, Reina de Ceilán y de Sus otros Reinos y Territorios, Jefa de la Commonwealth".

## Gambia
La Ley de Títulos y Tratamiento Real de 1965 del Parlamento de Gambia otorgó a la monarca un título separado para usar en Gambia, en su papel de Reina de Gambia. Según la ley, el título y el tratamiento del monarca de Gambia era: "Isabel II, reina de Gambia y Todos Sus demás Reinos y Territorios, Jefa de la Commonwealth".

## Ghana

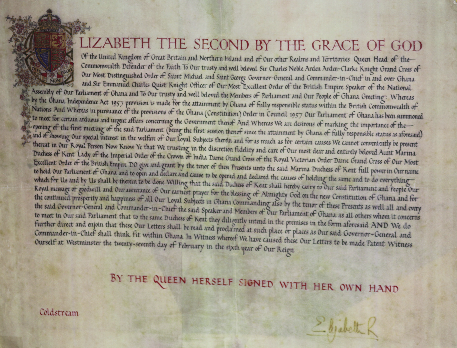
La proclamación real de la independencia de Ghana con el título británico de la reina Isabel en la parte superior, ya que el parlamento ghanés aún no había promulgado la Ley de Estilos y Títulos Reales de 1957.

La Ley de Títulos y Tratamiento Real de 1957 del Parlamento de Ghana otorgó al monarca un título separado para usar en Ghana. Según la Ley, el título y el tratamiento del monarca de Ghana era: "Isabel Segunda, Reina de Ghana y de sus otros reinos y territorios, Jefa de la Commonwealth".

## Nueva Zelanda
Uno de los primeros ejemplos posteriores a la Segunda Guerra Mundial del estatus de Nueva Zelanda como monarquía independiente fue la alteración del título del monarca por la Ley de Títulos Reales de 1953. Por primera vez, el título oficial de Nueva Zelanda mencionó a Nueva Zelanda por separado del Reino Unido y los otros reinos, para resaltar el papel del monarca específicamente como Reina de Nueva Zelanda, así como el aspecto compartido de la Corona en todos los reinos; el título en ese momento era Isabel II, por la Gracia de Dios del Reino Unido, Nueva Zelanda y Sus Otros Reinos y Territorios Reina, Jefa de la Commonwealth, Defensora de la Fe. Desde la aprobación de la Ley de títulos reales de 1974, el título de monarca en Nueva Zelanda ha sido Isabel II, por la Gracia de Dios Reina de Nueva Zelanda y Sus Otros Reinos y Territorios, Jefa de la Commonwealth, defensora de la fe.
Aunque el título de la Reina de Nueva Zelanda incluye la frase 'Defensora de la fe', ni la Reina ni el gobernador general tienen ningún papel religioso en Nueva Zelanda; nunca ha habido una iglesia establecida en el país. Esta es una de las diferencias clave con el papel de la Reina en Inglaterra, donde es Gobernadora Suprema de la Iglesia de Inglaterra.

## Nigeria
La Ley de Títulos y Tratamiento Real de 1961 del Parlamento de Nigeria otorgó al monarca un título separado para usar en Nigeria. Según la Ley, el título y tratamiento del monarca ghanés era: "Isabel II, Reina de Nigeria y de Sus otros Reinos y Territorios, Jefa de la Commonwealth".
Sin embargo, se agregó una parte introductoria del tratamiento, Por la gracia de Dios, en uso oficial.

## Sierra Leona
La Ley de Títulos y Tratamiento Real de 1961 del Parlamento de Sierra Leona otorgó a la monarca un título separado en su papel de Reina de Sierra Leona. Según la Ley, el título oficial del monarca de Sierra Leona se convirtió en: "Isabel Segunda, Reina de Sierra Leona y de Sus otros Reinos y Territorios, Jefa de la Commonwealth".

## Islas Salomón
La Ley de Títulos y Tratamiento Real de 2013 del Parlamento Nacional de las Islas Salomón otorgó a la monarca un título separado en su papel de Reina de las Islas Salomón. El nuevo tratamiento ya estaba en uso no estatutario desde 1988, cuando se incluyó en el Manual del Ministerio de Relaciones Exteriores y Comercio Exterior.
El tratamiento actual del monarca de las Islas Salomón es: Isabel II, por la gracia de Dios, Reina de las Islas Salomón y sus otros Reinos y Territorios, Jefa de la Commonwealth.

## Sudáfrica
La Ley de Títulos y Tratamiento Real de 1953 del Parlamento de Sudáfrica otorgó a la monarca un título separado en su papel de Reina de Sudáfrica. El nuevo tratamiento se representó en tres idiomas:
- En inglés: Elizabeth II, Queen of South Africa and of Her other Realms and Territories, Head of the Commonwealt[27][28]
- En afrikáans: Isabel II, Koningin van Suid-Afrika en van Haar ander Koninkryke en Gebiede, Hoof van die Statebond [27][28]
- En latín: Isabel II, Africae Australis regnorumque suo rum ceterorum Regina, consortionis populorum Princeps [27]

Que traducido en español vendría a ser: "Isabel II, Reina de Sudáfrica y Sus otros Reinos y Territorios, Jefa de la Commonwealth."

## Tuvalu
La Ley de Título y Tratamiento Real de 1987 del Parlamento de Tuvalu otorgó a la monarca un título separado en su papel de Reina de Tuvalu.
El tratamiento actual de la monarca de Tuvalu es: Isabel II, por la Gracia de Dios Reina de Tuvalu y de sus otros Reinos y Territorios, Jefa de la Commonwealth.

## Reino Unido
La Ley de títulos reales de 1901 permitió la adición de las palabras "y de los dominios británicos más allá de los mares" al título del monarca.
La Ley de Títulos Reales y Parlamentarios de 1927 fue enmendada en 1948 por la Ley de Independencia de la India de 1947 para omitir las palabras Emperador de la India del título del monarca en el Reino Unido. El título del Rey Jorge VI se convirtió en: Jorge VI por la gracia de Dios de Gran Bretaña, Irlanda y los Dominios Británicos más allá de los Mares Rey, Defensor de la Fe.
La Ley de Títulos Reales de 1953 especificó que se aplicaba solo al Reino Unido y aquellos territorios de ultramar cuyas relaciones exteriores estaban controladas por el Reino Unido. La legislación arregló el uso del título de Rey de Irlanda, luego de la transición de Irlanda a una república en 1949.
Según lo autorizado por la Ley, Isabel proclamó que su título en el Reino Unido sería, de manera equivalente en inglés y (por primera vez) en latín: "Isabel II, por la gracia de Dios del Reino Unido de Gran Bretaña e Irlanda del Norte" y de Sus otros Reinos y Territorios Reina, Jefa de la Commonwealth, Defensora de la Fe" e Isabel II, Dei Gratia Britanniarum Regnorumque Suorum Ceterorum Regina, Consortionis Populorum Princeps, Fidei Defensor.